# Édgar Perea
Édgar José Perea Arias (Condoto, 2 de junio de 1934-Bogotá, 11 de abril de 2016) fue un narrador deportivo y político colombiano. Ganó reconocimiento a nivel nacional como narrador de fútbol en la década de 1980 en radio y televisión. En 1998 se desempeñó como político en distintos cargos, como el de Senador de la República y embajador de Colombia en Sudáfrica.
Es recodado por haber narrado los partidos históricos como: La final de la Copa Libertadores 1989 donde Atlético Nacional logró el título en definiciones desde el punto penal. Otro partido histórico es el inolvidable 0:5 de Colombia a Argentina en el El Monumental por la Eliminatoria al Mundial de 1994. Otro de los partidos que narró fue un partido donde Colombia igualó a un gol con Alemania por la última fecha de la fase de grupos en donde «La Tricolor» clasificaría por primera vez en la historia a octavos del Mundial Italia 90.

## Biografía

### Primeros años
Edgar Perea nació el 2 de junio de 1934 en el municipio de Condoto en el departamento del Chocó, vivió sus primeros años en Cartagena de Indias, en donde además hizo sus estudios secundarios en esa misma ciudad. 

### Trayectoria
Desde 1966 trabajó en Barranquilla narrando los partidos como local del Junior (club del cual era hincha), convirtiéndose en uno de los relatores más importantes de fútbol en Caracol Radio. De estilo aguerrido y picante, se destacó por ser el promotor de los "coros celestiales" cuando el árbitro pitaba mal, y por ser el creador del apodo "Junior tu papá". De la misma manera, fue locutor de béisbol, boxeo y ciclismo durante muchos años. 
Desde finales de la década de 1980 hasta 1998, Edgar Perea trabajó con Caracol Radio narrando los partidos de la Selección Colombia. En esa misma década narró los partidos para televisión: primero para la programadora de Caracol Televisión con Adolfo Pérez y luego después para la programadora de Jorge Barón Televisión con Javier Giraldo Neira con los partidos de la Copa Libertadores desde las ediciones de 1989 hasta 1992.
En 1990 se radicó definitivamente en Bogotá, donde se desempeñó como relator de los partidos de Santa Fe y Millonarios. También fue el presentador deportivo de NTC Noticias para la programadora de NTC Televisión.
"El Campeón", como se le conoce, integró el equipo periodístico del programa radial de La Polémica radial, junto a otros periodistas deportivos como Hernán Peláez, Adolfo Pérez, Óscar Rentería, Wbeimar Muñoz, entre otros. El formato de La Polémica radial pasó a televisión en 2004 y se llamaba La Telepolémica y se transmitía por el Canal Uno.
En 2008, se pasó a Telmex Eventos (actualmente Claro Sports Colombia) en donde trabajó en el programa TV polémica en el canal Canal Versus, trabajando allí hasta 2009 con el argentino Pablo Escola, cuando fue nombrado embajador de Colombia en Sudáfrica. Su reemplazo fue Hugo Illera.
Édgar Perea trabajaba en la radio en la cadena Todelar en donde retornó de su trabajo luego de haber estado como embajador de Colombia en Sudáfrica. 
En enero de 2012 fue condenado a 33 meses de prisión y el pago de una multa de 150 millones proferida por el Juez Sexto Penal del Circuito de Barranquilla en donde terminó un litigio emprendido por RCN Radio de la capital del Atlántico contra Edgar Perea por el delito de defraudación a los derechos patrimoniales de autor. El juez también inhabilitó al narrador de derechos y funciones públicas y la suspensión de la tarjeta profesional de periodista o licencia de locutor por el mismo periodo de la pena.
El caso se remonta al 2004, cuando Edgar Perea transmitió los partidos de béisbol de las Grandes Ligas, derechos exclusivos de RCN Radio Barranquilla, en la época en que se enfrentaron por la Serie Mundial los Cardenales de San Luis y Los Media Rojas de Boston. Por lo anterior, fue demandado por el fallecido abogado Fernando Prada, debido a que Edgar Perea también comercializó los partidos a través de su emisora Mar Caribe.

### Como Senador de la República
En 1998, Edgar Perea fue elegido Senador de la República luego de obtener el aval del Partido Liberal Colombiano, siendo su bandera de campaña la creación del Ministerio del Deporte y el apoyo a la candidatura presidencial de Horacio Serpa Uribe. En 2000 le fue revocada su investidura como senador luego de transmitir un partido de fútbol ejerciendo su cargo público. No obstante, una decisión de la Corte Constitucional hizo que se le restituyera su derecho a elegir y ser elegido, tras una tutela interpuesta por Edgar Perea.

### Como candidato a la Alcaldía de Barranquilla
En el año 2003, luego de que el Consejo de Estado fallara a favor de Edgar Perea, dejó el liberalismo y comenzó a apoyar el gobierno de Álvaro Uribe Vélez. En octubre de 2007 fue postulado para la alcaldía de Barranquilla, ocupando el tercer lugar de las preferencias electorales en las elecciones para la Alcaldía de Barranquilla de 2007.

### Como embajador de Colombia en Sudáfrica
A finales del año 2008, Edgar Perea fue nombrado en reemplazo de Carlos Moreno de Caro como embajador de Colombia en Sudáfrica, concretamente en la ciudad de Pretoria en donde desempeñó una labor diplomática hasta el 4 de abril de 2011.
Dentro del cargo de embajador en Sudáfrica también le correspondió representar diplomáticamente a Colombia en Namibia y Mozambique.
Después de ser embajador, Édgar Perea regresó a Colombia y hasta sus últimos días fue uno de los presentadores del programa Futbol+ del Canal Versus la empresa Telmex (hoy Claro Sports Colombia de la empresa Claro) y en Colmundo Radio en el programa Mano a Mano Deportivo y narrador oficial de los partidos transmitidos por Colmundo Radio.

## Fallecimiento
Édgar Perea murió en la clínica Fundación Santa Fe de Bogotá el lunes 11 de abril de 2016, como consecuencia de una septicemia que le generó fallo multiorgánico, lo que trajo problemas respiratorios y renales que finalmente lo llevaron a su muerte.